# Szarbków
Szarbków ist ein Dorf in der Gemeinde Pińczów im Powiat Pińczowski. Es liegt auf einer Höhe von etwa 263 Metern über dem Meeresspiegel in der Woiwodschaft Łódź in Polen. Die nächstliegenden Nachbarorte im drei Kilometerradius sind in südlicher Richtung das Dorf Uników, in westlicher Richtung Chruścice, in nordwestlicher Richtung Chwałovice, in nördlicher Richtung Borków, in nordöstlicher Chomentówek und in südöstlicher Richtung Chrapków. Das Verwaltungszentrum der Gemeinde liegt in der Kleinstadt Pińczów etwa neun Kilometer in südwestlicher Richtung von Szarbków entfernt. Haupteinnahmequellen des Dorfes sind die Forst- und Landwirtschaft.

## Weblinks

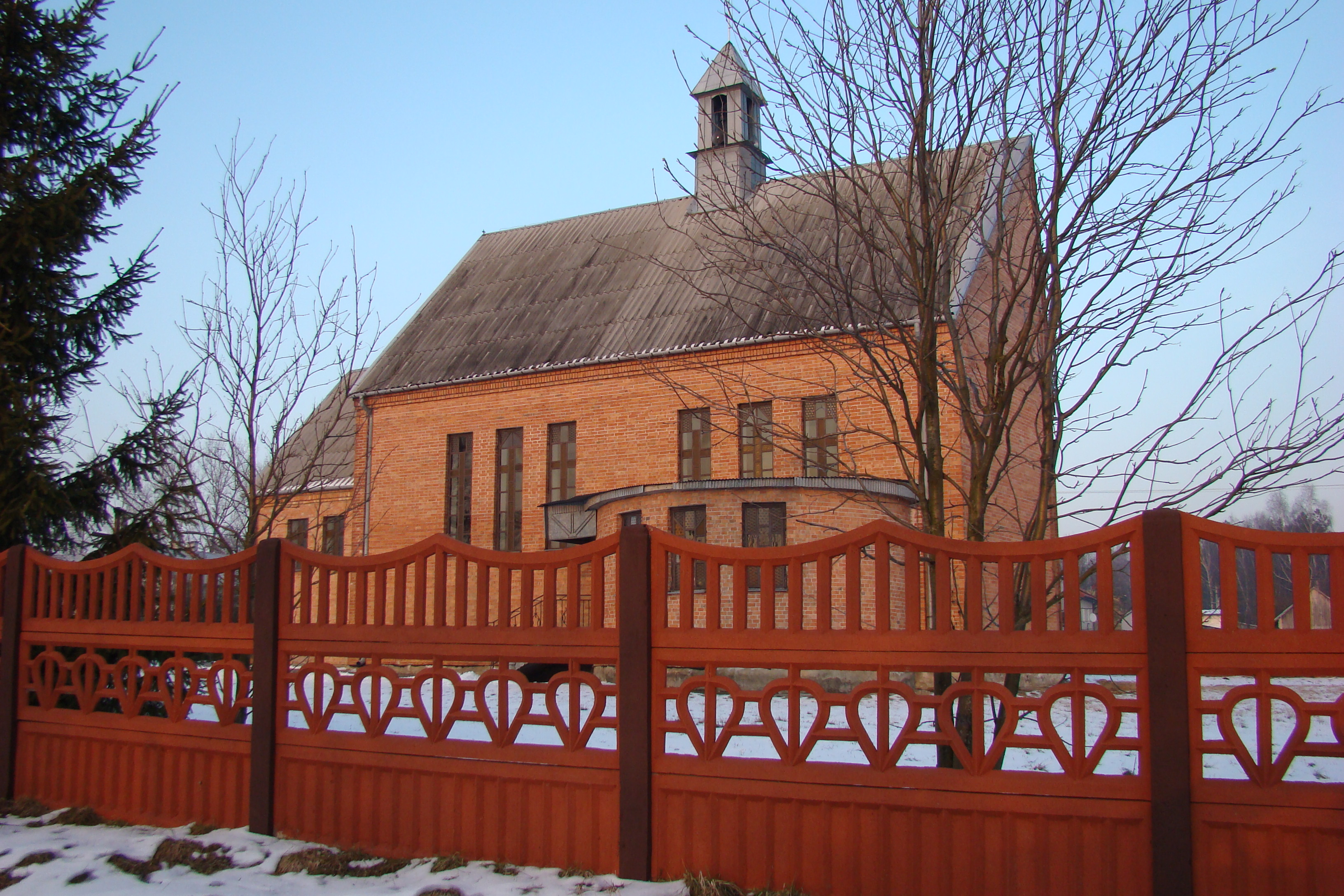
Kirche in Szarbków